# We Are Wolves
We Are Wolves est un trio canadien de rock indépendant, originaire de Montréal, au Québec. Formé en 2000, il est composé de trois musiciens : Alexander Ortiz (voix, guitare, basse), Vincent Levesque (claviers, voix), et Pierre-Luc Bégin (percussions, voix).

## Histoire
Au tournant de l'an 2000, Alexander Ortiz et Vincent Lévesque, issus du milieu des arts visuels, ainsi qu'Antonin Marquis forment un groupe comprenant synthétiseurs, basse, voix et batterie. Dans leurs propres mots, la formation aime décrire leur son comme « un paysage post-punk avec des arbres analogues. Comme le rock après l'explosion post-moderne ». Sans nom jusqu’en 2002, c’est lorsqu’Alexander entre au local de répétition avec un chandail fait à la main montrant une tête de mort crachant un synthétiseur et l’inscription « We Are Wolves ». C'est ainsi qu’ils décident de baptiser leur groupe.
Viennent ensuite les articles dans Rolling Stone, Pitchfork, Spin,, et des concerts dans des festivals internationaux tels Le Rock dans tous ses états, les Eurockéennes, le Festival de Dour, SXSW, CMJ, Virgin Festival, Coup de Grâce musical de St-Prime et Osheaga. We Are Wolves effectue une première tournée nord américaine au printemps 2005 avec …And You Will Know Us by the Trail of Dead et The (International) Noise Conspiracy, puis une seconde en 2006 avec Gossip, en plus de faire plusieurs dates aux États-Unis et au Canada en solo. Ils partagent également une tournée européenne de 5 semaines avec Duchess Says durant l'été de cette même année.
À la fin mai 2007 un simple baptisé Fight and Kiss sort sur le label discographique Dare to Care Records. Ce 45 tours comprenant également la pièce Coconut 155 marque un second chapitre dans la carrière du groupe. Désormais représenté par une étiquette montréalaise, We Are Wolves sort son deuxième album Total Magique sur Dare to Care. Ils sont les gagnants du prix M-Galaxie, de M pour Montréal.
En septembre 2008, We Are Wolves remporte un Prix Gémeaux dans la catégorie « meilleur thème musical : toutes catégories » pour la musique de l'émission Bazzo.tv, diffusée à Télé-Québec.
Leur album Invisible Violence sort en octobre 2009. Plus tard, leur quatrième album, intitulé La Mort Pop Club sort le 26 février 2013 et marque l'arrivée dans le groupe du coloré percussionniste Pierre-Luc Bégin. Ils eurent la chance de promouvoir La Mort Pop Club en faisant quelques premières parties de groupes très populaires comme Muse. En 2019, le groupe lance leur sixième album « La main de Dieu ».

## Style musical et image
Fans de rock et de musique électronique, des Cramps à Add N to (X), ils sont à la jonction du punk et de l'electro. We Are Wolves est un groupe de musique inspiré et issu des arts visuels comme l'étaient Devo ou Talking Heads avant eux. Une de leurs premières performances scéniques a d'ailleurs lieu au pavillon des arts visuels de l'Université Concordia. Depuis, le public montréalais les voit jouer dans différents endroits allant des salles de spectacle traditionnelles, aux loft-party, en passant par les galeries d'arts telles que le Belgo, le Centre Saidye Bronfman et la Fonderie Darling. Durant cette période, le groupe monte en popularité au niveau de la scène locale. Non-stop je te plie en deux, le premier disque des Loups, voit le jour en 2005 sur l’étiquette américaine Fat Possum Records.